# Гаврилюк Ігор Богданович
Ігор Богданович Гаврилюк (нар. 21 березня 1977 р., Тернопіль) — український оперний співак (лірико-драматичний тенор), педагог, соліст-вокаліст Тернопільської обласної філармонії.

## Життєпис
1984 р. — пішов у перший клас Тернопільської загальноосвітньої школи № 20.
Після закінчення 9 класу вступив до Тернопільського музичного училища ім С. Крушельницької.
Стажувався у Торонто у Королівській консерваторії (1997–98), закінчив Львівську музичну академію ім. М. Лисенка (2000; клас В. Ігнатенка) за спеціальністю — музичне мистецтво. Академічний спів.
З 2000 р. працює солістом-вокалістом Тернопільської філармонії; одночасно з 2005 р. — викладач Тернопільського музичного училища, з 2006 р. — Тернопільської музичної школи № 1.
Учасник та переможець всеукраїнських і міжнародних конкурсів та фестивалів, зокрема Міжнародних конкурсів оперних співаків ім. С. Людкевича (1995) та «Ківаніс» (1996; обидва — Торонто).
Брав участь і займав призові місця у всеукраїнських фестивалях: «Твоя зоря», «Анна-Марія і друзі», «Зустріч друзів», «Крила України», «Доля», «Пісенний вернісаж», «На хвилях „Світязя“», радіофестиваль  «Пісня року», «Прем'єра пісні», «Доміно».
Займав призові місця на міжнародних конкурсах оперного співу таких як «Ківаніс» та конкурс ім.  С. Людкевича, що проводяться  у м. Торонто (Канада).
Під час навчання в Музичній Академії, Ігор Гаврилюк стажувався в Королівській Консерваторії у м. Торонто (Канада). Там виконав головну партію Тараса Шевченка в опері  Г. Майбороди «Тарас Шевченко».  Брав участь більш як в 50 концертах на сценах найбільших концертних залів Торонто, Оттави, Монреаля, Ошави, Брамптона.
Нагороджений багатьма почесними відзнаками за внесок в культурний розвиток України. Він неодноразово організовував та проводив свої сольні концерти у рідному місті Тернополі в палаці культури «Березіль» ім. Леся Курбаса.

## Репертуар
Репертуар налічує більш як 50 арій, 40 романсів, 80 народних пісень, а також близько 30-ти естрадних  пісень, які народились у співпраці  з поетами та композиторами, як  О. Злотник, Ю. Рибчинський, М. Мозговий, П. Дворський, С. Галябарда, С. Сірий, А. Мельник, С. Лазо, М. Гаденко, А. Матвійчук.
Твори М. Лисенка, Я. Степового, А. Кос-Анатольського, Д. Січинського та ін., народні пісні, естрадні пісні С. Галябарди, О. Злотника, А. Фіглюка та ін.; в оперному — речитатив та аріозо Назара («Назар Стодоля» К. Данькевича), арія Рудольфа («Богема» Дж. Пуччіні), думка Йонтека («Галька» С. Монюшка), балада і пісенька Герцога («Ріґолетто» Дж. Верді), куплети Тріке («Євгеній Онєгін» П. Чайковського) та ін.
Гастролі у Канаді, Франції, Іспанії, Німеччині, Польщі, Угорщині, Чехії.

## Відео
Ігор Гаврилюк — «Зоряна» https://www.youtube.com/watch?v=mY2lbNJreUM [Архівовано 13 березня 2017 у Wayback Machine.]
Ігор Гаврилюк та Левко Корженевський — «Ясени» https://www.youtube.com/watch?v=VgcNno5iilY [Архівовано 30 червня 2020 у Wayback Machine.]
Ігор Гаврилюк — «Сонце низенько» https://www.youtube.com/watch?v=DDWgbvQgfOQ [Архівовано 13 березня 2017 у Wayback Machine.]
Ігор Гаврилюк — «Aria de Cavaradossi» https://www.youtube.com/watch?v=o72ZEp4BmVg [Архівовано 13 березня 2017 у Wayback Machine.]
Ігор Гаврилюк «Ніч прощання» https://www.youtube.com/watch?v=xjQ0eqOJm54 [Архівовано 13 березня 2017 у Wayback Machine.]